# メルルーン
『メルルーン -The story of MELROON-』はデービーソフトから1989年に発売されたPC88-98用ソフトのアクションRPG。
イラストはあべさより。

## あらすじ
舞台は7つの島からなるメルルーン王国。
国王の「伝説の宝物を探し出してきた勇者を新たなメルルーン国王とする」というお触れに応じて現れたのは二人の若者。
二人は王子の座を賭けて伝説の7つの宝物を探し出す冒険に出た。

## 登場人物
- トーマス・ブラウン

主人公。るぴ島の生まれで、今はお城のある、うぽ島のメルモルン村で母親と二人暮らしをしている。
父親は数年前から行方不明。
- エテロー

どこかに閉じ込められているいたずらもののサル。
助けてあげると以後ずっとついてくるようになり攻撃を手伝ってくれるようになる。
- サンデー

トーマスの母。38歳で年の割りに非常に若く見える。
- ピガー

トーマスの祖父。るぴ島で気ままな隠居暮らし。
今でこそ村娘の尻ばかりさわっている「エロじじい」だが、昔は名だたる勇者だったという。
- ジム・サスペンダー

トーマスのライバル。犬のコロと共に、宝探しよりもトーマスの邪魔をする方に生きがいを見出した。
後に彼の大ボケにより事態は思わぬ方向へ向かうことに。
- ムーチョ/イライザ

ジムの父と母。
ジムの一族はもると島の生まれ。もると島の人々は「サグマン」という秘石を村の守り神としてあがめている。
- イシュタール・ステライザ/メリアンサー

平和な王国を治める平和な王様とその娘。お城の警備や雑用は村人達が毎年持ち回りで務めている。
- ゲルマリ・サグリムンダー

まだメルルーンに2つの村しかなかった頃、西の海より魔物の群れと共に現れた魔王。
光と共に舞い降りた勇者の手によって、7つの秘宝で封印された。
- ナンカンくん

謎の障害物。彼をどうにかすることで先に進めたり、アイテムを手に入れることができる。
昔は人間だったらしい。

## 宝の番人
- マダジャクシ

うぽ島でプラプラリーを守る、宝の番人。娘がいる。
- カチコチンナ

るぴ島でコチンマルマを守る、宝の番人。時間逆転再生する力を持つ。
- ヘネモール

へるな島でトプロスを守る、宝の番人。雨を降らす神で、村人は神獣として崇めている。
- メロディー

もると島の岬でマイゴーンを守る、宝の番人。歌好きだが、かなり下手。他の島の岬にも出没する。
- ロックンロック

まむ島でユリカーダを守る、宝の番人。寒がりで、寒さをしのぐ為に踊っている。
- ガルマータ

ぴこ島でペルポンを守る、宝の番人。なぞなぞが大好き。
- フォラボス

ぺこ島のムンダラー山でヘルメスを守る、宝の番人。穴から出てきて脅かそうとする。遊ぶのが大好き。

## 7つの秘宝
- プラプラリー（記憶の箱）

色々な音を録音できる。
- コチンマルマ（時の秘石）

時間を進めたり、遅くしたりと時を操る秘石。時を遡る事はできない。
- トプロス（涙の袋）

小さな木の芽も一瞬で天まで伸びる巨木に変える不思議な水がいつもいっぱい入っている。
- マイゴーン（太陽の秘石）

わずかな明かりにも反応して暗闇を明るく照らし出し、思ったところに自在に光を反射する。
これが手に入れば、ろうそくはもう要らなくなるはず。
- ユリカーダ（喜びの笛）

この笛の音を聞くと凍えて動けない奴でも浮かれて踊り出すという伝説の笛。
- ペルポン（けもの耳）

敵意を持っていない動物となら会話ができるようになる、不思議な帽子。
- ヘルメス（勇気の木の実）

それを守っていた宝の番人すら使い道が解らない、謎の秘宝。

## アイテム

### 武器
- 小石

まっすぐある程度の距離まで飛ぶ。最初の武器で、威力もあまり大きくない。
威力は1
- 弓矢

どこまでもまっすぐに飛んでいく。威力も小石よりもはるかに上。
威力は3
- 魔法のツエ

破壊力の大きい火の玉を飛ばす。たまに敵に向かっていくこともある。
威力は8
- ブーメラン

敵を目掛けて飛んでいく。
威力は12
- 爆弾

投げてから少しすると爆発する。飛距離は最も短いが破壊力は最大。物語が進むと、るぴ島のオムナイザー村の武器屋より購入できる、季節商品。
ボス以外の敵を一撃で倒すことができる。
- 光の弓矢

どこまでもまっすぐに飛んでいく。破壊力は爆弾よりも劣るが強力。物語の後半でピガーより受け取ることができる。
威力は30

### 頭にかぶるもの
- ムギワラワラ帽子

うぽ島で入手。うぽ島の農家で木になっている果物を取るのに使う。他にも別の使い方がある。
- フック帽子

るぴ島で入手。メルルーン王国の金塊掘り達が交通の便のために王国全域に張り巡らした「ロープ網」を使う時に使用。
- カサつき帽子

まむ島で入手。大雨の中での冒険に必要となる。
- ヘルメット

火山弾が降る火山のふもとでの生活必需品。

### かばん
- ナップサック

アイテムを14個まで持てるようになる。
- リュック

アイテムを24個まで持てるようになる。

### 手に持つ道具
- ろうそく

暗い洞窟を明るく照らしてくれる。一回使うと無くなってしまう。
- つるはし

広大なフィールド上に散らばっている岩の下の洞窟に入ることが出来る（何の仕掛けもないただの岩もある）。
- ハト笛

あるところで人助けをするとお返しにもらえる笛。島と島の間の移動がとっても楽になる。
- 愛の器

「一発使えば奇跡が起きる」という伝説の強力アイテムだが、その名の通り愛がいっぱいになっていないと力を発揮しない。

### 本
- マンガ

笑い転げて息ができなくなるような楽しいマンガ。
- 悲しい本

涙がとめどなく流れ出す悲しい本。
- やらしい本

健全な青少年は見てはいけない、とても激しい内容の本。

### 食べ物・薬
- 元気モリモリン

とある島のありがたい泉の水を瓶に詰めた物。これを飲めば体力満開、どんな病気にもよく効く。
- 干し肉

薬屋で売っている、持ち歩ける食べ物。

### その他
- サグマン

ライバルの村の守り神、村の秘石。
- 防寒具

寒い地方での必需品。
- カイロ

「防寒具があればいらないよ」と店の親父は言う。
- たきぎ

大きな火力が欲しい時に必要。凍ったものを溶かすのにも使える。
- 大根

ある村でひそかに作っているおいしい大根。秘伝なので一本のまんまだと持ち出し禁止。

## ステータスウィンドウ
ゲーム中画面の右端に表示される。バーグラフの赤い部分や数値はプレイヤーの現在の状態を示す。
- LEVEL

EXPが一定になると上がり、POWERや記憶容量の上限が増える。最高レベルは30。
- EXP

経験値。敵を倒すことにより増えていき、一定値になるとLEVELが上がる。9999まで上がる。
- POWER

0になるとゲームオーバー。
敵に触れたり、特定のアイテムを装備せずに雨や雪に当たると減り、FOODがプラスの値のうちは自然に回復する。
敵がたまに落としていくハートや薬でもいくらかは回復する。
- SHIELD

盾や鎧を買うと増える。敵などに触れた時にSHIELDがあればその値がまず減り、ダメージを受けない。
- FOOD

POWERの回復に使われるが、何もしなくてもゆっくりと減っていく。食べ物を食べたり、自分の家やホテルで休むことにより回復する。
上限は100で0以下になるとPOWERが回復しなくなり、そのままにしておくと-100まで下がる。
- POLY

メルルーン王国での通貨。敵を倒してたまに手に入る金や、金山の金塊を取る、アルバイトをすると増える。65535が上限。
- TIME

24時表示でゲーム中の時間を表す。各店には営業時間があり、時間により村人の話す内容が変わったりする。また、特定時間帯にしか起きないイベントもある。
- ITEM

現在装備している武器、アイテムを表示。

## ゲーム画面
- フィールド

フィールドは上から見た形の高速4方向スクロールで7つ（＋α）の島からなる。
それぞれの島の間は船または鳥などで移動でき、現れる野獣や魔物には攻撃が可能。
また、7つ（＋α）の島ごとに気候が設定されており、年中雨の降る島や雪の降りしきる氷に覆われた島もある。
- 村・城

村に入った時は横から見た形の左右2方向スクロールになる。この状態ではキャラクターはフィールド画面の1.5倍の大きさになり、身長や姿で見分けられるようになる。店や城の中に入ったときも同様になる。村や城の中では攻撃はできない。
- 洞窟の中

洞窟の中にはパズルを解いて金塊や宝物を手に入れるための「パズルの洞窟」と、伝説の「7つの宝物」の番人が住んでいる「ボスの洞窟」がある。
- - パズルの洞窟

金塊のある洞窟は、岩を使って宝のあるところまで道を作るパズルになっている。キャラクターはフィールドと同じサイズで上下左右の移動が出来る。
- - ボスの洞窟

ボスのいる洞窟は村と同じサイズのキャラクターによる左右スクロール。巨大な「宝の番人」が待っている。

## 村
「メルルーン」に登場するキャラクターは総勢130人以上。それぞれには名前も仕事もスケジュールも1人1人設定されており、父親が仕事時間の時は母親しかおらず、遊んでいた子供は夕食時には家に帰る…といった風に実際の人間のように生活している。
村人の生活リズムを知り、そのリズムに合わせることで円滑にゲームを進めていくことができる。

### 主な店
村にはひさしや看板のついている「店」と普通に人が住んでいる「民家」、特別な建物として「教会」がある。
店に入ると営業中なら店の種類が表示される。
- 道具屋

必要な品が色々と売られている。
- 武器屋

店ごとに同じ武器でも売価が違う。また季節商品もある。
- ホテル

ここに泊まればPOWERとFOODが最大まで回復する。
- 食堂

島ごとにメニューは様々。高い料理ほどFOODの回復が大きい。忙しいときはアルバイトを頼まれることもある。
- 渡し舟

島と島を結ぶ連絡船の船着場。渡し舟は他の店と違って受付時間が非常に短く、島ごとに決まっている。
また、先に進む条件を満たしていないと最初は乗せてもらえない。
- その他にも色々な店がある。

## 金山
メルルーン王国には島中にたくさんの金山があり、岩に阻まれて取ることが出来なかった金塊がある。
うまく岩を動かして金塊を取れば、その金塊に見合ったお金が手に入る。
- 金山にはそのまま入っていける洞窟の形をしたものと、岩の下に隠れていて「つるはし」がないと入れない「隠れ金山」がある。
- 入った金山に金塊がある場合には、金塊を無事にとるか、「あきらめる」まで金山の外に出られない。

## 教会
冒険の経過を記録するためにデータセーブ用のユーザーディスクを作ることができる。
- 「忘れてしまいたいことがあるんです」

要らなくなった記憶を消すことができる。
- 「大切な思い出を記録しておきたい」

今までの冒険の経過を記録するコマンド。1つのユーザーディスクには1つしか記録できない。
- 「昔の私に帰りたい」

ユーザーディスクに記録したデータを呼び出す。
- 「新しいユーザーディスクを作りたい」

製品と同メディアの新しいディスクを用意し、画面の指示に従ってディスクを入れ替えることで新たにユーザーディスクを作成できる。

## 記憶
他人の話した言葉の中にインパクトの強い言葉（水色で表示される言葉）があったとき、その言葉を覚える。
しかし、記憶がいっぱいのときは、覚えることはできない。他にも記憶できる余裕があるときは、その記憶を埋めてしまおうとするキャラクターが現れることもある。
それが本筋に関係するしないに関わらず、その単語を記憶してしまう。

## その他
- 自宅や祖父の家はホテルと同様、時間帯に関係なく泊まることができるが、あまり遅い時間だと、強い口調で咎められる。
- 大根のイベント中、祖父の家に泊まりに行くと、思いっきり呆れられる。
- ホテルで部屋を間違えると、着替え中の女性に会い、攻略と関係のない記憶を上限まで埋められたり、謎の親父にボケクイズをかまされる。

クイズは正解すると僅かなPOLYがもらえ、間違えるとパンチを受ける。なお、クイズに明確な正解は無い。
- エテローの攻撃力は4.5。
- へるな島の木の芽のところから左の洞窟に抜けるとサルが集まってくる島に行ける。
- ヘネモールに、悲しい本ではなくマンガやエッチな本を見せると怒られてしまう。

更に、エッチな本だと、ヘネモールが鼻血を出し、記憶が強制的に埋まってしまう。その後、悲しい本を見せた後もずっと鼻血を出したままになる。
- 秘宝を4つ以上集まると、行く先々の村でライバルに盗まれることがある。村の端まで追い詰めて取り返すまでは、店、民家には入れず、村の外に出ることはできない。
- もると島の森にある一軒家に深夜に行くと、大泥棒のタランボと話すことができるが攻略上は話さなくても問題は無い。
- まむ島のキリカーカン村のホテルでは、わざと他人の部屋を告げられることがある。
- コチンマルマを村の中で使って、時間帯を人影の無い夜中にして人々に話しかけると大慌てしている会話が聞ける。
- ペルポンを装備していると、フィールド上の動物と会話ができる場合がある。

オオカミ、ヤマイヌ、イノシシ、サソリ 、ペンギン、カニが会話可能で、物語の前半と後半では内容が違う。
- フィールド上など、特定の場所には回復できる場所があり、元気モリモリンの空き瓶があるなら満タンにすることも出来る。
- まむ島の村には「カジノまむりん」があり、深夜1時から4時までスロットで遊ぶことが出来る。ただし、最低1000POLY持ってないと遊ぶことが出来ない。

絵柄を揃えると、絵柄に応じた倍率でPOLYが貰えるが、ライバルの絵柄を揃えると所持金が0になる。また、絵柄が揃う度にバニガルが服を脱ぎ、無駄な記憶で埋まってしまう。バニガルの服が残り1枚になると回転速度も上がり、8回脱がせてしまうと店を出ることになるが営業時間内なら再度入る事も出来る。
- 19:00以降にうぽ島の城の浴室に行くと、姫とメイドが入浴している場面を見られるが、特に何かが起こるわけではない。なお、20:00以降は城に入れなくなる。